# Hocine Benmiloudi
Hocine Benmiloudi (Argel, Argelia francesa, 31 de enero de 1955-Argel, Argelia, 5 de noviembre de 1981) fue un futbolista de Argelia que jugó en la posición de delantero.

## Carrera

### Club
Jugó toda su carrera con el CR Belouizdad de 1971 a 1981, con el que ganó la Copa de Argelia en 1978.

### Selección nacional
Jugó para Argelia en seis ocasiones de 1979 a 1980 y anotó dos goles; fue finalista en la Copa Africana de Naciones 1980.

## Muerte
Benmiloudi murió el 5 de noviembre de 1981 a los 26 años durante un partido en la Ligue 1 ante el USM Aïn Beïda en el Stade 20 Août 1955, debido a una intoxicación alimentaria producto de ingerir comida enlatada en mal estado.

## Logros
- Copa de Argelia (1): 1978